# Сент-Илер, Луи Ле Блон
Луи Шарль Венсан Ле Блон де Сент-Илер (фр. Louis Charles Vincent Le Blond de Saint-Hilaire; 1766—1809) — французский военный деятель, дивизионный генерал (1799), граф (1808 год), участник Революционных и Наполеоновских войн. Имя генерала выбито на Триумфальной арке в Париже. Похоронен в Пантеоне.

## Ранние годы и знакомство с Бонапартом
Луи Сент-Илер родился в семье капитана кавалерии Ноэля Венсана Ле Блона де Сент-Илера (фр. Noël Vincent Le Blond de Saint-Hilaire; 1723—) и его супруги Жанны Бужье (фр. Jeanne Françoise Josèphe Bougier; ок.1743—). 13 сентября 1777 года поступил на службу кадетом в кавалерийский полк Конти, в котором служил его отец. В 14 лет отплыл в Ост-Индию. 7 ноября 1781 года в качестве добровольца присоединился к Аквитанскому пехотному полк (будущий 45-й линейный). 11 апреля 1783 года стал знаменосцем полка, 16 сентября 1783 год был назначен младшим лейтенантом, затем повышен до второго лейтенанта 1 июня 1788 года и капитана 1 июля 1792 года.
23 августа 1790 года в Арникуре женился на Марие де Фонлебон (фр. Marie Gabrielle Elise de Fontlebon; 1768—1799).
С 1792 по 1793 год служил в составе Альпийской армии, и участвовал в осаде Тулона, командуя частью авангарда. Здесь же произошла встреча Сент-Илера с молодым артиллеристом Бонапартом. После взятия города, 27 декабря 1793 года был повышен в звании до командира батальона представителями народа Саличетти и Баррасом.

## Служба в Италии
В 1794 году переведён в Итальянскую армию Массена. Участвовал в экспедиции в Онелью 5 апреля 1794 года в составе дивизии Муре. 23 апреля командовал отрядом при захвате Матьё Журдана. В августе зачислен в дивизию генерала Лагарпа. 3 декабря 1794 года был повышен до полковника штаба представителями народа Риттером, Турро и Саличети. Лагарп так оценил молодого офицера: «Нравственное и политическое поведение этого полковника штаба всегда было хорошим, его принципы чисты, а вежливость неизменна. Что касается его военных талантов, то они превосходят всё, что можно ожидать от молодого человека его возраста; во всех случаях он вёл себя с величайшим бесстрашием и редким умом. Он провёл со мной две кампании и осаду Тулона, и я всегда находил его способным заполнить передовые воинские чины».
Во главе двух рот разведчиков он захватил Тернский перевал близ Ормеи 14 апреля 1795 года и в течение трёх часов защищал его от целого пьемонтского полка, взяв в плен 300 человек. Его повышение было подтверждено Комитетом общественной безопасности 13 июня 1795 года. 19 сентября 1795 года по приказу генерала Келлермана защищал позицию, прозванную Маленьким Гибралтаром, во главе 480 человек, и сумел отбить атаку 9000 австро-сардинских войск, взяв 600 пленных. 26 сентября 1795 года был произведён в бригадные генералы. В бою у Рока Барбарены 24 ноября 1795 года он возглавил колонну из 3000 человек и был ранен картечным выстрелом, лишившись двух пальцев на левой руке.
С 24 декабря командовал 3-й бригадой в пехотной дивизии Лагарпа. В марте 1796 года он оставил свою бригаду генералу Сервони, чтобы отправиться на воды в Динь. Во время прибытия генерала Бонапарта к Итальянской армии находился в отпуске. По возвращении 2 июля был назначен в дивизию Массена, 6 июля переведён в дивизию Ожеро, и, наконец, в конце июля – в дивизию Соре. 4 августа одержал победу при Гавардо, а 5 августа участвовал в битве при Кастильоне. 7 августа захватил Рокка д'Анфо, один из главных выходов Тироля. 31 августа взял высоты Сало. Со 2 сентября командовал авангардом дивизии Вобуа, и принял участие в битве при Бассано 8 сентября, где после кровопролитного боя одним из первых вошёл в город. 15 сентября сражался при Ла-Фаворите и Сан-Джорджо, где он возглавлял авангард Массены и был ранен ядром в обе ноги, а также пулей. Тяжело раненный в самом начале, он оставался во главе своей дивизии до конца дня. 25 сентября 1796 года был утверждён в звании бригадного генерала. Получил разрешение вернуться во Францию для лечения. Вернувшись в строй, 7 января 1797 года был назначен комендантом Лоди. 11 марта 1797 года присоединился к дивизии Кильмена.

## На административной службе
16 мая 1798 года генерал Сент-Илер занимает пост коменданта депо Восточной армии Бонапарта в Тулоне и командующего департамента Вар. 14 июня 1799 года овдовел. Его жена умерла в Париже в 31 год. С 14 октября 1799 года командующий 8-м военным округом в Марселе. 25 декабря 1799 года был повышен до дивизионного генерала. Когда австрийская армия начинает угрожать Провансу, Сент-Илер 15 мая 1800 года присоединяется к генералу Сюше с отрядами национальной гвардии Вара и Буш-дю-Рона для отражения вторжения, а затем принимает активное участие в подготовке второй итальянской кампании Наполеона. 12 ноября 1800 года назначен командующим 15-м военным округом в Руане, где он боролся против шуанов.

## Во главе дивизии

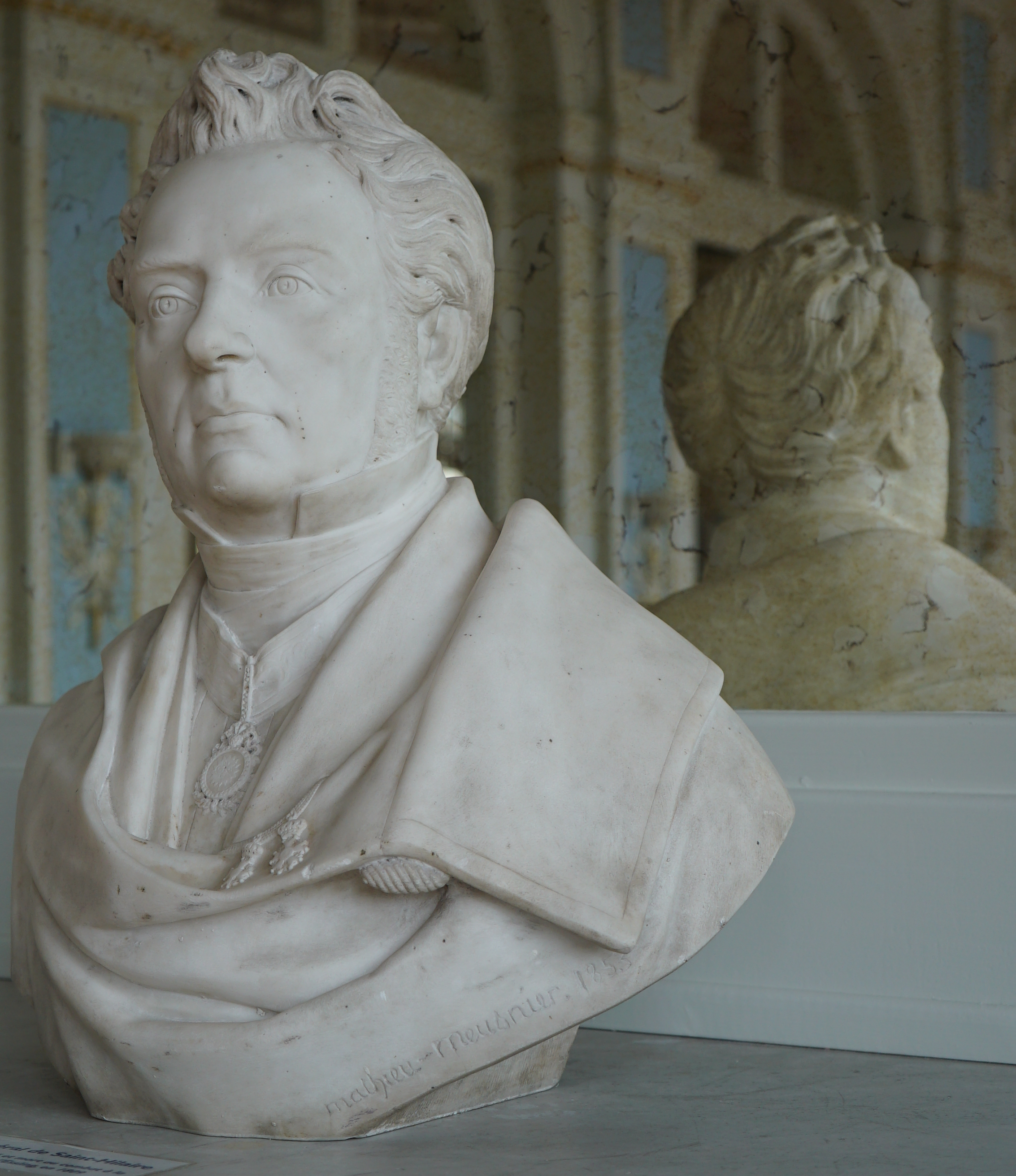
Бюст генерала.

29 августа 1803 года Сент-Илер получает под своё начало 1-ю пехотную дивизию в Сент-Омерском лагере Армии Берегов Океана. С 29 августа 1805 года эта дивизия становится 1-й пехотной дивизией 4-го армейского корпуса маршала Сульта Великой Армии. Во главе этой дивизии он покрыл себя славой, и доказал, что является одним из лучших пехотных генералов Европы. Отличился блестящими действиями в сражении при Аустерлице, где вместе с дивизией Вандама захватил Праценское плато, и был ранен. За кампанию 1805 года награждён 26 декабря 1805 года Императором высшей наградой Франции, знаком Большого Орла ордена Почётного легиона. После Пресбургского мира, всё ещё находясь в Германии, получил от Императора приказ арестовать и расстрелять книготорговца Иоганна Филиппа Пальма, за то, что он был автором антифранцузской брошюры.
Продолжая служить в корпусе Сульта, активно сражался в Прусской и Польской кампаниях 1806-07 годов. Под Йеной 14 октября 1806 года дивизия Сен-Илера приняла участие в наступлении на правом фланге французов, что помогло оттеснить часть прусского левого крыла от поля основного сражения. Затем он принял участие в общей атаке на прусский центр, которая вынудила их отступить. После чего дивизия участвовала в преследовании неприятеля по Пруссии. 6 ноября 1806 года участвовал во взятии Любека. 8 февраля 1807 года дрался в кровавом сражении при Эйлау. 10 июня 1807 года вновь проявил себя в сражении при Гейльсберге.
После роспуска Великой Армии 15 октября 1808 года, его дивизия становится частью Рейнской армии маршала Даву. 30 марта 1809 года его дивизия вошла в состав 2-го армейского корпуса маршала Ланна Армии Германии. Но так как его дивизия действует обособленно, она остаётся в начале кампании в распоряжении Даву. Под началом «Железного маршала» участвует в сражении при Тенгене 19 апреля, где вместе с дивизией Фриана сдерживает 60 000 австрийцев эрцгерцога Карла. Даву сообщает Императору: «Я не могу нахвалиться генералом (Сент-Илером), который не отчаивался ни минуты за день». Сент-Илер вновь проявляет себя в сражении при Экмюле 21-22 апреля и при взятии Регенсбурга 23 апреля. Наполеон, восхищённый его талантом и мужеством, обещает ему звание маршала за следующее успешное действие. Однако в следующем сражении при Эсслинге Сент-Илер получил смертельное ранение. Из воспоминаний адъютанта маршала Ланна Марбо: «Как раз в это время я нёс приказ Ланна генералу Сент-Илеру. Не успел я добежать до него, как шквал картечи обрушился на его штаб, убив несколько офицеров и раздробив ногу генералу […]. Император, и маршал остро переживали утрату генерала Сент-Илера».
Сен-Илер был ранен в левую ногу, но отказался от ампутации и предпочел более болезненную и более ненадежную ампутацию половины стопы. Генерала эвакуировали на остров Лобау, а затем в Вену, в отель графа Аппоньи. Генерал был уверен, что быстро выздоровеет, и это даст ему возможность продолжать поход. Но вскоре он заболел столбняком. За несколько часов до смерти, не в силах ни говорить, ни видеть, а тело его уже одеревенело и сжалось, он сделал знак, что хочет писать; ему дали карандаш, и он начертил слова: «Я умираю с чувством, что всегда хорошо выполнял свои обязанности». 5 июня 1809 года генерала не стало. Смерть генерала Сент-Илера была очень большим несчастьем для всей его дивизии. Наполеон приказал, чтобы его дивизия по-прежнему носила название дивизии Сен-Илера, хотя ею командовал другой генерал.
Говоря о Ланне и Сент-Илере, погибших во время Австрийской кампании 1809 года, Наполеон сказал: «Славы французского народа они не уменьшили».
6 июля 1810 года в присутствии Наполеона был похоронен рядом с маршалом Ланном в Парижском Пантеоне. Имя генерала выбито под Триумфальной аркой.
Наполеон на Святой Елене вспоминал о генерале: 

«Сент-Илер был генералом при Кастильоне в 1796 году, у него был рыцарский характер; он был добрым и хорошим другом, хорошим братом, хорошим родителем; он был весь изранен, он любил Наполеона с осады Тулона. Его называли Рыцарем без страха и упрёка, намекая на Баярда».
Маршал Даву о генерале: «Если бы Сент-Илер не жил, я бы никогда не поверил, что можно хорошо служить, не прибегая к строгости!». Генерал Лежён называл Сент-Илера «гордостью армии, замечательным как своим остроумием, так и военными талантами». 

## Воинские звания
- Кадет (13 сентября 1777 года);
- Младший лейтенант (16 сентября 1783 года);
- Второй лейтенант (1 июня 1788 года);
- Капитан (1 июля 1792 года);
- Командир батальона (27 декабря 1793 года);
- Полковник штаба (3 декабря 1794 года, утверждён 13 июня 1795 года);
- Бригадный генерал (26 сентября 1795 года, утверждён 25 сентября 1796 года);
- Дивизионный генерал (25 декабря 1799 года).

## Титулы

Герб графа

- Герб графаГраф Сент-Илер и Империи (фр. comte Saint-Hilaire et de l'Empire; декрет от 19 марта 1808 года, патент подтверждён 27 ноября 1808 года в Аранда-де-Дуэро)[3][4].

## Награды
Легионер ордена Почётного легиона (11 декабря 1803 года)
 Великий офицер ордена Почётного легиона (14 июня 1804 года)
 Знак Большого Орла ордена Почётного легиона (26 декабря 1805 года)
 Командор ордена Железной короны (23 декабря 1807 года)